# Heaven and Hell
Heaven and Hell este al nouălea album de studio al trupei Black Sabbath, lansat în 1980. Este primul lor album cu vocalistul Ronnie James Dio și primul cu producătorul Martin Birch.

## Tracklist
1. "Neon Knights" (3:54)
2. "Children of The Sea" (5:35)
3. "Lady Evil" (4:26)
4. "Heaven and Hell" (6:59)
5. "Wishing Well" (4:08)
6. "Die Young" (4:46)
7. "Walk Away" (4:26)
8. "Lonely Is The World" (5:53)

- Toate cântecele sunt creditate (scris și aranjament) lui Ronnie James Dio, Tony Iommi, Bill Ward și Geezer Butler. Versuri de Ronnie James Dio.

## Single-uri
- "Neon Knights" (1980)
- "Heaven and Hell" (1980)
- "Children of The Sea" (1980)
- "Die Young" (1980)

## Componență
- Ronnie James Dio - voce
- Tony Iommi - chitară
- Geezer Butler - chitară bas
- Bill Ward - baterie

cu
- Geoff Nicholls - claviaturi